# 卫之民
卫之民（1920年4月—2015年3月23日），男，山西孝义人，中华人民共和国政治人物，曾任黑龙江省公安厅厅长，黑龙江省人民政府副省长，黑龙江省人大常委会副主任。